# 露西·斯通
露西·斯通（Lucy Stone，1818年8月13日—1893年10月18日）是一位杰出的美国演说家，廢奴主義和女性參政權的社会活动家。她积极地为妇女权利的奔走呼号。1847年，斯通成为了第一个在马萨诸塞州取得大学学位的女性。